# José Luis Carrasco
José Luis Carrasco Gámiz (Jaén, 27 de abril de 1982) é um ciclista espanhol.
Estreiou como profissional em 2005 com a equipa Illes Balears. Em 2007 alinhou pela Andalucía-Cajasur, equipa que em 2008 decidiu não renovar o seu contrato.

## Palmarés
2008
- 1 etapa da Volta à Catalunha

## Resultados nas grandes voltas
| Carreira           | 2005 | 2006 | 2007 | 2008 |
| ------------------ | ---- | ---- | ---- | ---- |
| Giro d'Italia      | 90º  | 68º  | -    | -    |
| Tour de France     | -    | -    | -    | -    |
| Volta a Espanha    | -    | -    | 82º  | 68º  |
| Mundial em Estrada | -    | -    | -    | -    |

-: não participa

Ab.: abandono

## Equipas
- Illes Balears (2005-2006)
- Andalucía-Cajasur (2007-2008)